# 쿠란토
쿠란토(Curanto, 마푸둥군어: kurantu '돌이 많은')는 칠로에의 전통적인 음식 조리 방식으로, 땅속 화덕에 묻은 뜨거운 돌을 이용하여 음식을 익히고, 그 위를 팡게 잎과 잔디로 덮는다. 기본적인 재료는 해산물, 감자이며, 밀카오와 차팔렐레와 같은 칠로에 제도의 다른 전통적인 재료들과 함께 고기, 소시지 그리고 때로는 갑각류가 추가된다.
이것은 칠레 요리의 일부이며, 가장 오래된 고고학적 유적은 대칠로에섬에서 현재보다 11,000년 이상 전으로 거슬러 올라가는 칠로에 전통 요리 중 가장 잘 알려진 요리 중 하나이다. 또한 렐론카비 사운드의 해안가 지역, 칠로에 내해 및 북부 파타고니아 해협에서도 더 적은 데이터의 발견물이 있다. 또한 19세기 후반과 20세기 초반의 이주 흐름 덕분에 이 나라의 남부 전역으로 퍼졌다.
16세기부터 다양한 민족지학적 기록에서 그 준비가 기록되었지만, 전통적으로 칠로에 제도의 요리에서는 야외에서 준비되며 "쿠란토 엔 오요"라고 불리는데, 이는 땅에 약 반 미터 깊이의 구덩이를 파고 만들며, 바닥은 돌로 덮고 모닥불에 달군다. 돌이 붉게 달아오르면 장작을 제거하고 재료를 넣기 시작한다.

## 준비
재료는 개류, 고기, 감자, 밀카오(일종의 감자 팬케이크), 차팔렐레(일종의 감자 만두), 채소로 구성된다. 쿠란토에는 때때로 특정 종류의 생선도 포함된다. 조개의 종류는 다양하지만, 알메하스(조개), 촐가스(오리가미 홍합) 및 피코로코스(자이언트 따개비)는 필수적이다. 양은 정해져 있지 않으며, 모든 재료가 조금씩 들어가야 한다는 생각이다. 각 재료 층은 날카(칠레 대황) 잎으로 덮이거나, 없는 경우 무화과 잎 또는 흰 양배추 잎으로 덮는다. 이 모든 것은 젖은 자루로 덮고, 그 위에 흙과 잔디 덩어리를 덮어 음식이 약 한 시간 동안 익는 거대한 압력 조리기 효과를 낸다.
쿠란토는 모닥불이나 그릴 위에서 가열되는 큰 찜 냄비나 압력 조리기에서도 준비할 수 있다. 이렇게 끓인 쿠란토는 칠레 중부 지역에서 "쿠란토 엔 오야" 또는 "풀마이"라고 불린다.

## 역사

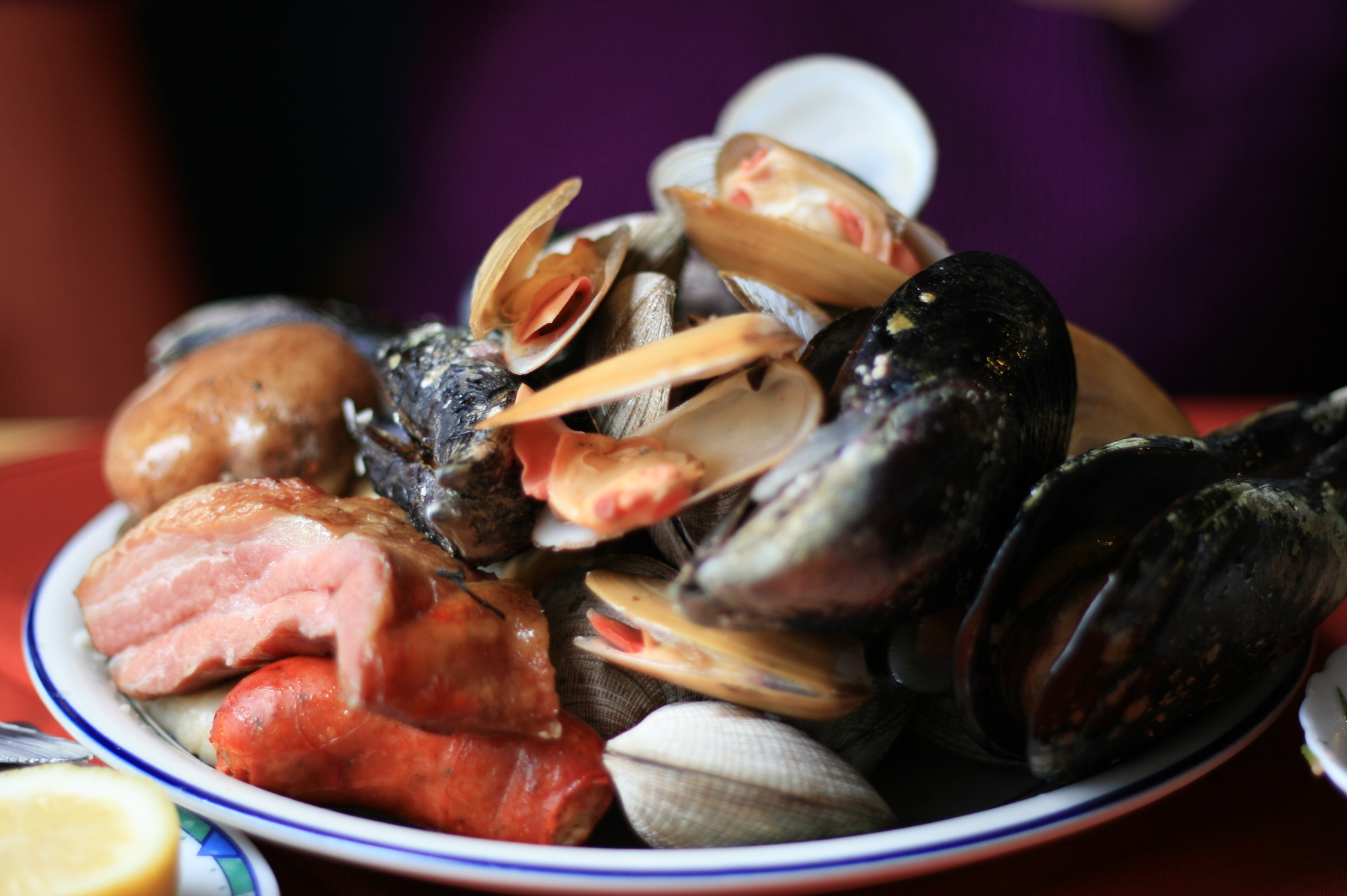
칠로에 쿠란토

이러한 음식 준비 방식은 "초노" 지역의 고유한 것이었으며, 남부 민족과 스페인 콩키스타도르의 도착과 함께 새로운 재료가 추가되어 오늘날 알려진 쿠란토가 되었다고 여겨진다.

## 같이 보기
- 클램 베이크 (뉴잉글랜드)
- 땅속 화덕
- 항이 (뉴질랜드)
- 칼루아 (하와이)
- 파차만카 (페루)